# Вебер, Вильгельм Эдуард
Вильгельм Эдуард Вебер (нем. Wilhelm Eduard Weber; 24 октября 1804, Виттенберг — 23 июня 1891, Гёттинген) — немецкий физик.
Член Германской академии естествоиспытателей «Леопольдина» (1860), иностранный член Лондонского королевского общества (1850), иностранный член-корреспондент Петербургской академии наук (1853).

## Биография
Родился в Виттенберге в 1804 году. В 1814 году, в связи с закрытием Виттенбергского университета и военных действий семья перебралась в Галле, где Вильгельм получил первичное образование в школе, входившей в систему Социальных учреждений Франке. Там же они с братом начали ставить физические опыты.
С 1822 года изучал физику в Университете Галле, где основным наставником молодого учёного был Иоганн Швейггер. В 1826 году получил степень доктора философии, а на следующий год — хабилитацию со специализацией в акустике. Оставался в Галле сначала приват-доцентом, а затем экстраординарным профессором (1828).
Научной карьере Вебера способствовали его встречи на 7-й конференции естествоиспытателей и физиков в Берлине с Александром фон Гумбольдтом и Карлом Фридрихом Гауссом. В 1831 году по предложению Гаусса он получил место профессора физики в Гёттингенском университете, после чего началось их многолетнее плодотворное сотрудничество. В 1837 году, после смерти ганноверского короля Вильгельма IV, Вебер был уволен из университета новым королём Эрнстом-Августом (отменившим в Ганновере конституцию, утверждённую его предшественником), вместе с шестью другими профессорами (в числе этих шести были: Гервинус и братья Гримм). После увольнения Вебер некоторое время оставался в Гёттингене, работая у Гаусса, но все попытки найти ему новое место в Ганновере оказались безуспешными. Только в 1843 году он снова стал профессором в Лейпциге, а в 1849 году опять перешёл в Гёттинген, где и оставался профессором до своей смерти. С 1855 по 1864 год возглавлял также университетскую магнитную обсерваторию. В 1870-е годы передал руководство Физическим кабинетом университета своему ученику Эдуарду Рикке.
Похоронен на Гёттингенском городском кладбище.

## Вклад в науку
Уже первое исследование Вебера, проведённое им совместно с его старшим братом, впоследствии известным профессором анатомии и физиологии, Эрнстом Генрихом Вебером, и напечатанное в 1825 году под заглавием: «Die Wellenlehre auf Experimente gegründet», весьма замечательно. В нём авторы проследили характер движения водяных частичек при распространении волн по поверхности воды. После нескольких работ по акустике Вебер в 1833 году опубликовал исследование о механизме ходьбы («Mechanik der menschlichen Gehwerkzeuge»), проведённое им вместе с младшим братом Эдуардом Фридрихом, также известным в Лейпциге анатомом. С осени 1832 года Вебер совместно с К. Ф. Гауссом изучал действие закона Ома для длинных проводниковых цепей. Эти работы стали одними из первых, где была изучена связь между силой тока и напряжением при постоянном сопротивлении, а их побочным продуктом стала прокладка в следующем году линии электромагнитного телеграфа, соединявшей университетский физический кабинет с обсерваторией.
Главные работы учёного относятся к области магнитных явлений и электричества. Его мемуары, частью находящиеся в издававшихся с 1837 до 1843 гг. Гауссом и Вебером «Resultate aus den Beobachtungen des magnetischen Vereins», частью собранные вместе под названием «Abhandlungen über electrodynamische Maasbestimmungen», легли в основу классической физической литературы. Своими работами Вебер существенно способствовал увеличению знаний о законах, управляющих электродинамическими явлениями, открытыми А. М. Ампером. Он теоретически вывел закон взаимодействия движущихся зарядов, впервые выведя формулу, в которой учитывались не только знаки и величина этих зарядов, но и их относительная скорость перемещения, однако не учитывал конечности скорости взаимодействия — он считал, что силы действуют мгновенно, вне зависимости от расстояния. Также разрабатывал гипотезу о дискретности электрического заряда. В 1846 году Вебер опубликовал фундаментальный труд «Основы электродинамики», в котором сформулировал закон о зависимости силы тока от относительной скорости и ускорения электрических частиц. Эта работа легла в основу теории, объединяющей электростатику и электродинамику.
В 1852 году установил и обосновал с точки зрения метрологии систему абсолютных единиц для измерения электрических величин. В 1856 году совместно с Р. Кольраушем Вебер определил отношение заряда конденсатора, выраженного в электростатических единицах (Q), к этому же заряду, выраженному в магнитных единицах (q), и впервые выяснил, что оно численно равно скорости света (c): Q/q=c.
Главное дело Вебера, которое составило ему имя в истории науки, это установление абсолютной системы электрических измерений. В своих опытах над абсолютными измерениями электрических величин Вебер впервые определил скорость распространения электромагнитной индукции в воздухе.
Принятая в 1881 году на Международном электрическом конгрессе в Париже система абсолютных практических единиц измерений электрических величин представляет собой развитие того, что было введено в науку Вебером. Нелишне упомянуть, что ещё в 1864 Вебер предвидел всё значение, какое должно иметь для дальнейшего развития учения об электричестве явление электрических колебаний, и посвятил этому вопросу, столь блистательно решённому впоследствии опытным путём Г. Р. Герцем, обширную записку.

## Память
В 1970 г. в честь Вильгельма Эдуарда Вебера назван кратер на обратной стороне Луны.
В честь Вильгельма Эдуарда Вебера названа единица измерения магнитного потока.